# 平安街道 (涉县)
平安街道，是中华人民共和国河北省邯郸市涉县下辖的一个街道办事处。
2013年，河北省民政厅批复同意撤销涉城镇，将原涉城镇所辖的城里、北关、南关、招岗、南岗、北岗、西岗、寨上、上清凉、下清凉、滩里、上偏凉、下偏凉、龙耳、占洼、中原、南原、北原、太平庄19个居民委员会和井店镇所辖的下庄、台南2个居民委员会，更乐镇所辖的红街、东港、南池3个居民委员会，河南店镇所辖的王堡、沿头、赤岸、会里4个居民委员会划归平安街道办事处管辖。

## 行政区划
平安街道下辖以下地区：
振兴社区、玉带河社区、商城社区、龙山社区和城隍庙社区。